# Banyoles
Banyoles (in spagnolo Bañolas) è un comune spagnolo di 19 615 abitanti situato nella comunità autonoma della Catalogna, in provincia di Girona.

## Geografia
La città sorge sulle sponde del lago di Banyoles che, con 1,18 km² di superficie, è il lago naturale più grande di tutta la penisola iberica.

## Storia
La città è famosa per aver ospitato nel 1992 le gare di canottaggio ai Giochi della XXV Olimpiade e per essere stata sede dei Campionati del mondo di canottaggio del 2004.